# Be Yourself Tonight
Be Yourself Tonight är ett studioalbum av Eurythmics, släppt den 29 april 1985. En nyutgåva utkom den 14 november 2005.

## Låtförteckning
1. "Would I Lie to You?" (Lennox/Stewart) - 4:25
2. "There Must Be an Angel (Playing With My Heart)" (Lennox/Stewart) - 5:22
3. "I Love You Like a Ball and Chain" (Lennox/Stewart) - 4:04
4. "Sisters Are Doin' It for Themselves" (Lennox/Stewart)- duett med Aretha Franklin - 4:54
5. "Conditioned Soul" (Lennox/Stewart) - 4:30
6. "Adrian" (Lennox/Stewart)- 4:29
7. "It's Alright (Baby's Coming Back)" (Lennox/Stewart)- 3:45
8. "Here Comes That Sinking Feeling" (Lennox/Stewart) - 5:40
9. "Better to Have Lost in Love (Than Never to Have Loved at All)" (Lennox/Stewart) - 5:06

## Bonusmaterial (2005 års nyutgåva)
1. "Grown Up Girls" - 4.13 (från "There Must Be An Angel (Playing With My Heart)" 7-tumssingel)
2. "Tous Les Garçons Et Les Filles" - 3.25 (från "It's Alright (Baby's Coming Back)" 12-tumssingel)
3. "Sisters Are Doin' It For Themselves (ET Mix)" - 7.48 (från "Sisters Are Doin' It For Themselves" 12-tumssingel)
4. "Would I Lie To You? (ET Mix)" - 4.55 (från "Would I Lie To You?" 12-tumssingel)
5. "Conditioned Soul" (Live) - 5.08 (ej tidigare släppt)
6. "Hello I Love You" - 2.51 (ej tidigare släppt)